# Кааль, Ану Арвидовна
А́ну А́рвидовна Ка́аль (эст. Anu Kaal; род. 4 ноября 1940, Таллин) — советская и эстонская певица оперы и оперетты (лирико-колоратурное сопрано), педагог. Народная артистка СССР (1981).

## Биография
С 1959 года училась вокалу в Таллинской музыкальной школе. В 1963 году окончила Таллинское музыкальное училище (с 1975 — имени Георга Отса) по классу вокала, в 1968 — Таллинскую консерваторию (ныне Эстонская академия музыки и театра) (класс Виктора Гурьева).
С 1963 — певица хора, с 1967 по 1996 год — солистка Эстонского театра оперы и балета (ныне Национальная опера «Эстония») в Таллине.
В 1971—1972 годах стажировалась в театре «Ла Скала» (Милан) (класс Ренаты Карозио).
Вела концертную деятельность. Выступала как камерная певица. Участвовала в исполнении вокально-симфонических произведений: «Страсти по Иоанну» И. С. Баха, «Времена года» Йозефа Гайдна, «Stabat Mater» Джованни Перголези, «Озарения» Бенджамина Бриттена и др.
Гастролировала за рубежом.
С 1984 года по 2015 год преподавала в Эстонской академии музыки и театра.
Почётный выпускник корпорации «Индла» («Indla»).
Депутат Верховного Совета Эстонской ССР 9-го созыва (1975–1980).

### Личная жизнь
По совету мужа-альпиниста Хиллара Кааля занималась альпинизмом. В 1958 году пыталась подняться на вершину Эльбруса. Муж умер в 1983 году.
В настоящее время её спутник жизни — Вяйно Арен (р. 1933), эстонский певец, танцор и артист оперетты.

## Награды и звания
- Эстонский певческий конкурс (2-е место, 1967)
- Конкурс молодых исполнителей Литвы, Белоруссии и Эстонии в Таллинне (1-й приз, 1968)
- Всесоюзный конкурс вокалистов им. М. И. Глинки (Лауреат, Киев, 1968)
- Заслуженная артистка Эстонской ССР (1974)
- Народная артистка Эстонской ССР (1977)
- Народная артистка СССР (1981)
- Премия Ленинского комсомола Эстонской ССР (1978) — за исполнение партий Роксаны в опере «Сирано де Бержерак» Э.С. Тамберга, Мюзетты в опере «Богема» Дж. Пуччини и концертные программы
- Орден Дружбы народов (1980)
- Орден Белой звезды III класса (2001)
- Медаль «За образцовую работу» (1969)
- Премия Театрального союза Эстонской ССР (1975) — за исполнение партии Виолетты в опере «Травиата» Дж. Верди
- Премия им. Георга Отса (1979)
- Премия Театрального союза Эстонской ССР (1980) — за исполнение партии Марии в опере «Дочь полка» Г. Доницетти
- Диплом Х Всесоюзного фестиваля телефильмов в Алма-Ате (1983)
- Награда Союза советских обществ дружбы и культурных связей с зарубежными странами (1983)
- Почётная грамота Верховного Совета Эстонской ССР (1985).

## Партии
- 1964 — «Волшебная флейта» В. А. Моцарта — первый паж
- 1966 — «Волшебная флейта» В. А. Моцарта — Царица ночи
- 1968 — «Порги и Бесс» Дж. Гершвина — продавец клубнички
- 1968 — «Великий волшебник» А. И. Гаршнека — Elle
- 1968 — «Риголетто» Дж. Верди — Джильда
- 1969 — «Викинги» Э. Аава — Вайке
- 1969 — «Пеппи Длинныйчулок» (мюзикл) Ю. Винтера и Ю. Раудмяэ — Пеппи
- 1970, 1985 — «Лючия ди Ламмермур» Г. Доницетти — Лючия
- 1970 — «Кавалер розы» Р. Штрауса — Софи
- 1971 — «Дон Карлос» Дж. Верди — Тебальд, ангел
- 1973 — «Похищение из сераля» В. А. Моцарта — Констанца
- 1973 — «Летучая мышь» И. Штрауса — Адель
- 1973 — «Телефон» Дж. Менотти — Люси
- 1974 — «Травиата» Дж. Верди — Виолетта
- 1975 — «Дон Жуан» В. А. Моцарта — Церлина
- 1976 — «Сирано де Бержерак» Э. С. Тамберга — Роксана
- 1977 — «Богема» Дж. Пуччини — Мюзетта
- 1979 — «Дочь полка» Г. Доницетти — Мария
- 1980 — «Вольный стрелок» К. Вебера — Анхен
- 1981 — «Служанка-госпожа» Дж. Перголези — Серпина
- 1981 — «Директор театра» В. А. Моцарта — госпожа Зильберкланг
- 1981 — «Луиза Миллер» Дж. Верди — Луиза
- 1983 — «Проданная невеста» Б. Сметаны — Марженка
- 1983 — «Фиалка Монмартра» И. Кальмана — Виолетта
- 1985 — «Альцина» Г. Генделя — Моргана
- 1985 — «Бал-маскарад» Дж. Верди — Оскар

## Дискография
- 1982 — Песни и романсы (фортепиано Фрида Бернштейн)
- 1984 — В. А. Моцарт, В. Беллини, Г. Доницетти, арии (с Национальным симфоническим оркестром Эстонии, дирижёры П. Лилье и П. Мяги)
- 1985 — Два арии (В. А. Моцарт, Г. Доницетти) и дуэт (В. А. Моцарт) с В. А. Куслапом (альбом «RAT Эстонские оперные солисты»)